# Tom Hagen
Thomas (Tom) Feargal Hagen is een personage uit de Godfatherboeken en -films. Hij werd gespeeld door Robert Duvall in de films. Hij is de onofficieel geadopteerde zoon van Vito Corleone en is de familieadvocaat en consigliere (raadgever) en juridisch adviseur.

## The Godfather
Na de bruiloft van Connie Corleone wordt Tom Hagen door Vito Corleone naar Hollywood gestuurd om Jack Woltz, hoofd van een filmstudio, ervan te overtuigen zanger en acteur Johnny Fontane (Vito's peetzoon) de hoofdrol in zijn nieuwe oorlogsfilm te geven. Hagen vertelt Woltz dat een van zijn acteurs van marihuanagebruik is overgestapt op heroïne. Een verwijderde scène in de film laat zien dat deze informatie zou worden gebruikt om de ster in diskrediet te brengen, en daarmee Woltz's studio schade toe te brengen. Woltz wordt eerst boos en weigert, maar wordt steeds hartelijker als hij erachter komt voor wie Hagen werkt. Hij nodigt Hagen uit naar zijn vorstelijke landgoed te komen voor een diner, en toont hem zijn raspaard, Khartoum. Tijdens het diner probeert Woltz een andere afspraak te maken met Hagen, maar hij volhardt uiteindelijk in zijn weigering Fontane in de rol te laten spelen, omdat Fontane met een van Woltz's protegés naar bed was geweest, en wijst Hagen de deur. Mannen in dienst van Corleone breken de volgende nacht in in de stallen van Woltz, onthoofden Khartoum, en leggen het afgehakte paardenhoofd in het bed van Woltz. De volgende dag ontvangt Hagen een oproep van Woltz, die dreigt met juridische maatregelen tegen de Corleones. Hagen reageert nonchalant en hangt op. Kort daarna realiseert Woltz zich dat hij zijn leven riskeert en geeft met tegenzin de rol aan Fontane.
Hagen organiseert een gesprek tussen Vito Corleone en drugsbaas Virgil Sollozzo. Deze zoekt financiering en de steun van Corleones netwerk in de politieke en juridische wereld voor zijn drugsimperium. Don Corleone weigert, maar zijn zoon Sonny maakt de fout te laten blijken wel geïnteresseerd te zijn in de deal.
In december wordt Hagen ontvoerd door Sollozzo en zijn lijfwachten. Op een geheime locatie informeert Sollozzo Hagen dat Don Corleone is doodgeschoten, en instrueert Hagen Sonny te overtuigen om mee te gaan met de oorspronkelijke deal. Hagen belooft Sonny te kalmeren, maar waarschuwt Sollozzo over onvermijdelijke represailles van Luca Brasi, de Dons fanatieke loyale lijfwacht en moordenaar. Hagen weet nog niet dat Brasi inmiddels al is vermoord door Sollozzo en Bruno Tattaglia. De vergadering wordt onderbroken wanneer Sollozzo te horen krijgt dat Don Corleone de schietpartij heeft overleefd, waardoor de plannen van Sollozzo in het water dreigen te vallen.
Als Sonny door de Tattaglia's wordt vermoord, is Hagen ten einde raad. Hij brengt het nieuws bij de Don, waarop Vito het leiderschap over de familie Corleone overdraagt aan zijn jongste zoon Michael. Hagen wordt als consigliere vervangen door Vito, en wordt verantwoordelijk voor de juridische zaken in Nevada, Chicago en Los Angeles. Michael en zijn vader hebben dan al vergevorderde plannen om de hoofden van andere maffiafamilies te vermoorden en zo de Corleones oppermachtig te maken.

## The Godfather Part II
Na een aanslag op Don Michael Corleone vertrouwt hij niemand meer, en stelt hij Hagen aan als waarnemend Don zodat hij kan achterhalen wie hem in zijn organisatie heeft verraden. Hagen is van grote invloed op het veiligstellen van de steun van senator Pat Geary, en verdedigt Michael tijdens de hoorzittingen van de Senaat over de maffia.
Na de val van het regime van Fulgencio Batista in Cuba moet Michael zijn plannen om een legitieme zakenman te worden in de koelkast zetten. Hij neemt zijn plaats als Don van de familie Corleone in, waarbij Hagen weer zijn oude positie als consigliere verwerft.
Tegen het einde van de film is Hagen niet langer in staat te verbergen dat hij ongelukkig is met de toenemende meedogenloosheid van Michael, en hij bekritiseert de noodzaak om Hyman Roth te doden. Michael confronteert Hagen met het feit dat die lijkt open te staan voor aanbiedingen voor ander werk, en dreigt de vrouw van Hagen te informeren over zijn maîtresse. Uitgedaagd door Michael om zijn loyaliteit aan de familie Corleone te bevestigen, reageert Hagen (in het Siciliaans) dat hij trouw zal blijven. Hij vervult zijn rol niet alleen als juridisch adviseur, maar in de traditionele rol van consigliere als onpartijdig gezant van de familie. Zo is hij degene die voormalig capo Frank Pentangeli, die Michael had verraden, het idee aanreikt om zelfmoord te plegen, waarna zijn gezin door de Corleones zal worden verzorgd. Weemoedig zijn Hagen en Pentangeli het met elkaar eens dat de familie Corleone niet langer 'als het Romeinse Rijk' is, zoals ze ooit zijn geweest.

## The Godfather Part III
In The Godfather Part III blijkt dat Hagen reeds voorafgaand aan het tijdsbestek van de film, in 1979-1980 overleden is. In de film wordt niet specifiek vermeld wanneer of hoe hij is overleden, behalve dat het vóór de wijding van zijn zoon Andrew tot rooms-katholieke priester was.

## The Godfather's Revenge
Volgens Mark Winegardner's boek The Godfather's Revenge is Hagen vermoord in augustus 1964 door Nick Geraci, de voormalige onderbaas van de Corleones die hem verdrinkt in de Florida Everglades. Geraci stuurt Michael vervolgens een pakket met daarin een dode babyalligator en de portefeuille van Hagen. Het is een bericht vergelijkbaar de boodschap die naar Sonny wordt gestuurd in de oorspronkelijke roman na de dood van Luca Brasi in de vorm van een kogelvrij vest gewikkeld rond een dode vis.

## Familie
- Vito Corleone – Onofficiële aangenomen vader
- Carmella Corleone – Onofficiële aangenomen moeder
- Santino, Fredo, Michael en Connie Corleone – Onofficiële aangenomen broers en zus
- Theresa Hagen – Vrouw
- Frank en Andrew Hagen – Zonen